# William Francis Jeffries
William Francis Jeffries, britanski general, * 1891, † 1969.